# Cratonopterus
Cratonopterus huabei is een pterosauriër, behorende tot de Pterodactyloidea, die tijdens het vroege Krijt leefde in het gebied van het huidige China.

## Vondst en naamgeving
Het IVPP nam bij de illegale fossielenstroperij van Fengning zes platen in beslag die kort na het jaar 2000 gedolven moeten zijn. Ze werden door Xiang L. samengevoegd tot één exemplaar.
In 2023 werd de typesoort Cratonopterus huabei benoemd en beschreven door Jiang Shunxing, Song Junyi, Zhang Xinjun, Cheng Xin en Wang Xiaolin. De geslachtsnaam is een combinatie van een verwijzing naar een kraton, een oude aardplaat, met een gelatiniseerd Grieks pteron, "vleugel". De soortaanduiding is een oude naam voor het noorden van China dat door de plaat gevormd wordt.
Het holotype, IVPP V 14935, is gevonden in een laag schalie van de Huajiyingformatie die dateert uit het Valanginien-Hauterivien. Het bestaat uit een skelet zonder schedel. Het omvat de laatste drie halswervels, negen ruggenwervels, het borstbeen, de rechterschoudergordel, de rechtervleugel, ribben en buikribben. Het betreft een volwassen exemplaar. Het is de eerste pterosauriër die uit de formatie benoemd wordt.

## Beschrijving
Het holotype heeft een spanwijdte van 1,8 meter.
De beschrijvers stelden enkele onderscheidende kenmerken vast. Twee daarvan zijn autapomorfieën, unieke afgeleide eigenschappen. De onderzijde van het bovenste uiteinde van het eerste kootje van de vleugelvinger (de vierde vinger) is doorboord door een groot pneumatisch foramen. Het ravenbeksbeen mist een verbreding bij het contact met het schouderblad.
Verder is er voor de Archaeopterodactyloidea een unieke combinatie van op zich niet unieke kenmerken. Het borstbeen heeft een min of meer vierkant profiel. Het ravenbeksbeen heeft een zeer holle bijdrage aan het schoudergewricht met een verbreding naar achteren toe. Het opperarmbeen heeft geen bultje op de rand tussen de deltopectorale kam en de kop. Het opperarmbeen is iets langer dan het vierde middenhandsbeen. Het eerste en derde kootje van de vleugelvinger zijn ongeveer even lang.

## Fylogenie
Cratonopterus is in de Ctenochasmatidae geplaatst. Die groep zou relatief dikke botwanden hebben.